# 호소오카역
호소오카역(일본어: 細岡駅)은 일본 홋카이도 구시로 군 구시로정에 위치한 홋카이도 여객철도 센모 본선의 철도역이다. 역 번호는 B57이며, 단선 승강장 1면 1선의 구조를 갖춘 지상역이다.

## 역 주변
- 구시로 습원 국립공원
- 구시로 강

## 역사
- 1927년 9월 15일 : 일본국유철도의 역으로서 개업. 일반역.
- 1973년 2월 5일 : 역무원 배치가 운전요원 취급으로만 한다. 화물 · 소화물 취급 폐지. 간이 위탁화.
- 1984년 2월 1일 : 역무원 배치 종료.
- 1987년 4월 1일 : 일본국유철도 분할 민영화에 의해, 홋카이도 여객철도가 승계.
- 그 후 : 간이위탁 폐지, 완전 무인화.
- 1993년 6월 1일 : 역 개축 오픈.

## 인접 역
| 홋카이도 여객철도 센모 본선 | 홋카이도 여객철도 센모 본선 | 홋카이도 여객철도 센모 본선         |
| --------------------------- | --------------------------- | ----------------------------------- |
| B 58 도로 아바시리 방면     | ■ 센모 본선                 | 구시로시쓰겐 B 56 히가시쿠시로 방면 |